# 이덕남 (1546년)
이덕남(李德男, 1546년 ~ 1592년 8월 24일)은 조선 중기의 무신, 군인이자 임진왜란 때의 의병장으로 본관은 영천 이씨(永川)이고, 자는 윤보(潤甫), 중윤(仲潤)이다.
충청남도 직산 출신이다. 본관은 영천으로, 자는 윤보(潤甫) 또는 중윤(仲潤)이다. 아버지는 참봉 이수인(李守認)이고 어머니는 남양홍씨로 증 좌윤(贈左尹) 홍청(洪淸)의 딸이다.
군관이 되어 정로위(定虜衛)에 복무하던 중 1583년(선조 16년) 계미 별시무과에 병과로 급제하였다. 선전관이 되고 이후 여러 관직을 거쳐 훈련원부정이 되었으며 이순신 등과 함께 유성룡(柳成龍)의 추천으로 훈련원정(訓鍊院正)에 천거받았지만 임진왜란 직전 관직을 사퇴하고 고향으로 내려갔다.
1592년(선조 25) 4월 고향에 있던 중 임진왜란이 일어나자, 외삼촌 홍자수(洪自修)와 함께 의병을 일으켜 왜군과 교전하였다. 무기가 없던 그는 당장 농가에 있는 농구를 녹여서 무기로 만들어 왜군과 교전하였다. 그뒤 왜군이 한성으로 올라가는 길목인 모령(毛嶺)에 병사들과 매복하고 있다가, 왜군이 지나가자 사촌인 의병장 홍계남(洪季男)과 함께 교전했고, 이후 진천과의 경계지인 엽둔령(葉屯嶺) 전투에서 왜군을 크게 무찔러 격파하였다. 이후 기호 지방의 의병 및 호서 지방의 의병들과 합세하여 용인·죽산 등지에서 활약하다가 안성 서운산성(瑞雲山城)에서 왜적의 기습공격으로 전사하였다. 사후 숙종 때인 1713년(숙종 39) 정려되고, 1717년(숙종 43) 증 병조참의(贈兵曹參議)에 추증되고, 정문(旌門)이 세워졌다.
이덕남장군묘는 경기도 안성시 미양면 구수리 산85-1에 위치하며, 1975년 9월 5일 경기도의 기념물 제26호로 지정되었다.

## 가족 관계
- 아버지 : 이수인(李守認)
- 외삼촌 : 홍자수(洪自修)

## 같이 보기
- 임진왜란
- 의병